# Comuna Drnje, Koprivnica-Križevci
Drnje este o comună în cantonul Koprivnica-Križevci, Croația, având o populație de 1.863 de locuitori (2011).

## Demografie
Componența etnică a comunei Drnje
     Croați (93,93%)
     Romi (4,46%)
     Necunoscut (0,11%)
     Neclasificat (1,4%)
Componența confesională a comunei Drnje
     Catolici (95,44%)
     Fără religie și atei (1,34%)
     Necunoscută (1,18%)
     Alte religii (2,04%)
Conform recensământului din 2011, comuna Drnje avea 1.863 de locuitori. Din punct de vedere etnic, majoritatea locuitorilor (93,93%) erau croați, cu o minoritate de romi (4,46%). Apartenența etnică nu este cunoscută în cazul a 0,11% din locuitori. Din punct de vedere confesional, majoritatea locuitorilor (95,44%) erau catolici, cu o minoritate de persoane fără religie și atei (1,34%). Pentru 1,18% din locuitori nu este cunoscută apartenența confesională.